# Товари і ринки (науковий журнал)
Міжнародний науково-практичний журнал «ТОВАРИ І РИНКИ» — фахове видання  з технічних і економічних наук  Київського національного торговельно-економічного університету, заснований у 2005 р. 
Журнал  зареєстровано Міністерством освіти і науки України  як фахове видання: Наказ № 409 (додаток 1) від 17.03.2020 – з економічних наук (журналу присвоєно категорію “Б”); 
Наказ № 1643 (додаток 4) від 28.12.2019 – з технічних наук (журналу присвоєно категорію “Б”) та  Міністерством юстиції України,  свідоцтво про державну реєстрацію серія КВ № 10007 від 30.06.2005.
Журнал виходить 4 рази на рік.
ISSN: 1998-2666 (Print); 2616-6755 (Online) 
DOI:  10.31617/tr.knute
Проблематика:
висвітлення питань теорії та практики з товарознавства, нових технологій, готельно-ресторанного бізнесу, маркетингу, мерчандайзингу, логістики, якості та безпеки товарів (послуг), стандартизації, метрології, сертифікації та управління якістю, захисту прав споживачів   .
Цілі або тематична спрямованість:
узагальнення й оприлюднення результатів наукових досліджень з товарознавства та стану розвитку ринків, налагодження системної міжнародної співпраці науковців .

## Члени редакційної колегії[3]
Головний редактор:
ПРИТУЛЬСЬКА Наталія Володимирівна, д. т. н., професор, перший проректор з науково-педагогічної роботи, Державного торговельно-економічного університету (Україна).
Заступник головного редактора:
МЕРЕЖКО Ніна Василівна, д. т. н., професор, завідувач кафедри товарознавства та митної справи Державного торговельно-економічного університету (Україна).
Відповідальний секретар:
ХАРСУН Людмила Григорівна, к. е. н., доцент, доцент кафедри торговельного підприємництва та логістики Державного торговельно-економічного університету (Україна).

ГНІЦЕВИЧ Вікторія Альбертівна, д. т. н., професор, професор кафедри технології і організації ресторанного господарства Державного торговельно-економічного університету (Україна)
ДЕЙНИЧЕНКО Григорій Вікторович, д. т. н., професор, професор кафедри харчових технологій в ресторанній індустрії Державного біотехнологічного університету (Україна)
ДОМАНЦЕВИЧ Ніна Іванівна, д. т. н., професор, професор кафедри товарознавства, митної справи та управління якістю Львівського торговельно-економічного університету (Україна)
ДУБІНІНА Антоніна Анатоліївна, д. т. н., професор, завідувач кафедри товарознавства та експертизи товарів Харківського державного університету харчування та торгівлі (Україна)
ЗЕЛІНСЬКІ Річард, доктор хабілітований, професор Вищої школи інженерії та охорони здоров'я у Варшаві (Польща)
ІЛЬЧЕНКО Наталія Борисівна, д. е. н., доцент, завідувач кафедри торговельного підприємництва та логістики Державного торговельно-економічного університету (Україна)
КАРАВАЄВ Тарас Анатолійович, д. т. н., професор, професор кафедри товарознавства та митної справи Державного торговельно-економічного університету (Україна)
КРАВЧЕНКО Михайло Федорович, д. т. н., професор, професор кафедри технології і організації ресторанного господарства Державного торговельно-економічного університету (Україна)
МОКРОУСОВА Олена Романівна, д. т. н., професор, професор кафедри товарознавства та митної справи Державного торговельно-економічного університету (Україна)
МОТУЗКА Юлія Миколаївна, д. т. н., професор, завідувач кафедри товарознавства, управління безпечністю та якістю Державного торговельно-економічного університету (Україна)
НІКОЛЕТТІ Джузеппе Мартіно, професор кафедри товарознавства департаменту економіки Університету Фоджа (Італія)
НОТАРНІКОЛА Бруно, професор відділу правової та економічної системи Середземномор’я Університету Барі Альдо Моро (Італія)
ОСИКА Віктор Анатолійович, д. т. н., професор, декан факультету торгівлі та маркетингу Державного торговельно-економічного університету (Україна)
ПАМФІЛІЄ Родіка, к. е. н., професор кафедри бізнесу, споживчих наук та управління якістю Бухарестського університету економічних досліджень (Румунія)
ПАШОВА Сабка, к. т. н., доцент, завідувач кафедри товарознавства Варненського економічного університету  (Болгарія)
РУЖЕВІЧЮС Юозас, д. е. н., професор факультету економіки і бізнес-адміністрування Вільнюського університету (Литва)
САЛЕРНО-КОХАН Рената, доктор хабілітований, доцент, заступник декана факультету товарознавства та управління продукцією Краківського економічного університету  (Польща)
САЛОМОНЕ Роберта, професор факультету економіки Мессінського університету (Італія)
СЕВАСТЬЯНОВА Олена, к. т. н., доцент кафедри технології целюлози і полімерів університету в Стокгольмі "КТІ – Королівський технологічний інститут" (Швеція)
ФЕДОРОВА Діна Володимирівна, д. т. н., професор, завідувач кафедри технології і організації ресторанного господарства  Державного торговельно-економічного університету (Україна)
ЮДІНА Тетяна Іллівна, д. т. н., професор, професор кафедри технології і організації ресторанного господарства Державного торговельно-економічного університету (Україна)
ЯЗАМІ Рашид, д. х. н., професор, президент KVI PTE LTD (Сингапур)

Журнал представлено:
- Національній бібліотеці України ім. В. І. Вернадського[4].
- Бібліометриці української науки[5].
- Інституті проблем реєстрації інформації НАН України (Київ): загальнодержавній реферативній базі даних «Україніка наукова»[6] та Українському реферативному журналі «Джерело»[7].

Журнал зареєстровано у:
- Міжнародних наукометричних базах: Index Copernicus (IC) (ICV 2014: 37.20)[8]; Directory of Research Journals Indexing (DRJI)[9], POL Index[10], Eurasian Scientific Journal Index (ESJI)[11], GeneralImpactFactor[12].
- Пошуковій системі Google Scholar (h-index: 9, i10-index: 8)[13].